# Leptoseris striata
Espèce
Statut de conservation UICN

 NT  : Quasi menacé
Statut CITES
Leptoseris striata est une espèce de coraux de la famille des Agariciidae.